# 공주시의 국회의원

## 행정구역 변천
- 1945년 8월 15일 충청남도 공주군
- 1986년 1월 1일 공주군 공주읍이 공주시로 승격
- 1995년 1월 1일 공주시와 공주군이 통합하여 '공주시' 설치

## 공주시의 역대 국회의원 일람
| 대수         | 이름           | 소속정당     | 임기                               | 선거구역                                                    |
| ------------ | -------------- | ------------ | ---------------------------------- | ----------------------------------------------------------- |
| 제1대        | 김명동(金明東) | 무소속       | 1948년 5월 31일 ~ 1950년 5월 30일  | 공주군 갑: 공주읍 탄천면 계룡면 반포면 이인면               |
| 제1대        | 신방현(申邦鉉) | 무소속       | 1948년 5월 31일 ~ 1950년 5월 30일  | 공주군 을: 장기면 의당면 정안면 우성면 사곡면 신풍면 유구면 |
| 제2대        | 박충식(朴忠植) | 민주국민당   | 1950년 5월 31일 ~ 1954년 5월 30일  | 공주군 갑: 공주읍 탄천면 계룡면 반포면 이인면               |
| 제2대        | 김명동(金明東) | 대한국민당   | 1950년 5월 31일 ~ ?                | 공주군 을: 정안면 우성면 사곡면 신풍면 유구면 장기면 의당면 |
| 제2대        | 윤치영(尹致暎) | 대한국민당   | 1952년 2월 6일 ~ 1954년 5월 30일   | 공주군 을: 정안면 우성면 사곡면 신풍면 유구면 장기면 의당면 |
| 제3대        | 염우량(廉友良) | 자유당       | 1954년 5월 31일 ~ 1958년 5월 30일  | 공주군 갑: 공주읍 탄천면 계룡면 반포면 이인면               |
| 제3대        | 김달수(金達洙) | 자유당       | 1954년 5월 31일 ~ 1958년 5월 30일  | 공주군 을: 정안면 우성면 사곡면 신풍면 유구면 장기면 의당면 |
| 제4대        | 박충식(朴忠植) | 자유당       | 1958년 5월 31일 ~ 1960년 7월 28일  | 공주군 갑: 공주읍 탄천면 계룡면 반포면 이인면               |
| 제4대        | 김학준(金學俊) | 민주당       | 1958년 5월 31일 ~ 1960년 7월 28일  | 공주군 을: 정안면 우성면 사곡면 신풍면 유구면 장기면 의당면 |
| 제5대 민의원 | 박충식(朴忠植) | 무소속       | 당선 무효                          | 공주군 갑: 공주읍 탄천면 계룡면 반포면 이인면               |
| 제5대 민의원 | 엄대섭(嚴大燮) | 민주당       | 1961년 4월 25일 ~ 1961년 5월 16일  | 공주군 갑: 공주읍 탄천면 계룡면 반포면 이인면               |
| 제5대 민의원 | 김학준(金學俊) | 민주당       | 1960년 7월 29일 ~ 1961년 5월 16일  | 공주군 을: 정안면 우성면 사곡면 신풍면 유구면 장기면 의당면 |
| 제6대        | 박찬(朴璨)     | 민정당       | 1963년 12월 17일 ~ 1967년 6월 30일 | 공주군 일원                                                 |
| 제7대        | 김달수(金達洙) | 민주공화당   | 1967년 7월 1일 ~ 1971년 6월 30일   | 공주군 일원                                                 |
| 제8대        | 이병주(李炳主) | 민주공화당   | 1971년 7월 1일 ~ 1972년 10월 17일  | 공주군 일원(제4선거구)                                      |
| 제9대        | 박찬(朴璨)     | 신민당       | 1973년 3월 12일 ~ 1979년 3월 11일  | 공주군·논산군 일원(제4선거구)                               |
| 제9대        | 이병주(李炳主) | 민주공화당   | 1973년 3월 12일 ~ 1979년 3월 11일  | 공주군·논산군 일원(제4선거구)                               |
| 제10대       | 정석모(鄭石謨) | 민주공화당   | 1979년 3월 12일 ~ 1980년 10월 27일 | 공주군·논산군 일원(제4선거구)                               |
| 제10대       | 박찬(朴璨)     | 무소속       | 1979년 3월 12일 ~ 1980년 10월 27일 | 공주군·논산군 일원(제4선거구)                               |
| 제11대       | 정석모(鄭石謨) | 민주정의당   | 1981년 4월 11일 ~ 1985년 4월 10일  | 공주군·논산군 일원(제5선거구)                               |
| 제11대       | 임덕규(林德圭) | 한국국민당   | 1981년 4월 11일 ~ 1985년 4월 10일  | 공주군·논산군 일원(제5선거구)                               |
| 제12대       | 정석모(鄭石謨) | 민주정의당   | 1985년 4월 11일 ~ 1988년 5월 29일  | 논산군·공주군 일원                                          |
| 제12대       | 김한수(金漢洙) | 신한민주당   | 1985년 4월 11일 ~ 1988년 5월 29일  | 논산군·공주군 일원                                          |
| 제13대       | 윤재기(尹在基) | 신민주공화당 | 1988년 5월 30일 ~ 1992년 5월 29일  | 공주시·공주군 일원                                          |
| 제14대       | 이상재(李相宰) | 무소속       | 1992년 5월 30일 ~ 1996년 5월 29일  | 공주시·공주군 일원                                          |
| 제15대       | 정석모(鄭石謨) | 자유민주연합 | 1996년 5월 30일 ~ 2000년 5월 29일  | 공주시 일원                                                 |
| 제16대       | 정진석(鄭鎭碩) | 자유민주연합 | 2000년 5월 30일 ~ 2004년 5월 29일  | 공주시·연기군 일원                                          |
| 제17대       | 오시덕(吳施德) | 열린우리당   | 2004년 5월 30일 ~ 2005년 1월 29일  | 공주시·연기군 일원                                          |
| 제17대       | 정진석(鄭鎭碩) | 무소속       | 2005년 5월 1일 ~ 2008년 5월 29일   | 공주시·연기군 일원                                          |
| 제18대       | 심대평(沈大平) | 자유선진당   | 2008년 5월 30일 ~ 2012년 5월 29일  | 공주시·연기군 일원                                          |
| 제19대       | 박수현(朴洙賢) | 민주통합당   | 2012년 5월 30일 ~ 2016년 5월 29일  | 공주시 일원                                                 |
| 제20대       | 정진석(鄭鎭碩) | 새누리당     | 2016년 5월 30일 ~ 2020년 5월 29일  | 공주시·부여군·청양군 일원                                   |
| 제21대       | 정진석(鄭鎭碩) | 미래통합당   | 2020년 5월 30일 ~ 2024년 4월 22일  | 공주시·부여군·청양군 일원                                   |
| 제22대       | 박수현(朴洙賢) | 더불어민주당 | 2024년 5월 30일 ~                  | 공주시·부여군·청양군 일원                                   |

## 같이 보기
- 논산시의 국회의원
- 연기군의 국회의원
- 부여군의 국회의원
- 청양군의 국회의원
- 세종특별자치시의 국회의원
- 공주시·공주군
- 공주시 (1996년 선거구)
- 공주시·연기군
- 공주시 (2012년 선거구)
- 공주시·부여군·청양군